# Walther P38
Walther P-38 je bila službena polavtomatska pištola Wehrmachta med drugo svetovno vojno, ki so jo kasneje izdelovali še v različicah Walther P1, Walther P4 in Walther P5.

## Zgodovina
Wehrmacht je začel proti koncu tridesetih let 20. stoletja iskati novo polavtomatsko pištolo, ki bi nadomestila drago službeno pištolo Luger P08. Izumitelj Fritz Walther je v tem videl priložnost, saj je imel izkušnje z izdelavo kakovostnega osebnega orožja, njegovo pištolo Walther PP so že uporabljale policijske enote širom Evrope, pa tudi izven.
Ti dve pištoli sta bili koncept okoli katerega je nameraval Walther izdelati novo pištolo in sta obe pomembno vplivali na razvoj tega orožja. Walther je sprva nameraval le povečati model PP in ga prilagoditi za novi, močnejši naboj 9 x 19 mm Parabellum. Izdelali so okoli 10 prototipov pištole z neblokiranim zaklepom in novo orožje poimenovali Walther MP (MilitärPistole), kasneje pa je Walther ugotovil, da je delovanje pištole z neblokiranim zaklepom za potrebe vojske preveč nezanesljivo, pištola pa ima tudi preveliko skupno težo.
Tako je začel razvijati drugačno pištolo, ki bi delovala iz zaprtega zaklepa in izdelal prototip z vrtljivim zaklepom, ki pa ga je ovrgel zaradi previsoke cene izdelave in velike skupne teže. Ta pištola pa je že imela nekaj karakteristik kasnejšega serijskega modela, pri tem pa se je Fritz Walther zgledoval po pištoli PPK. Že pri tej pištoli je namreč zaradi nižanja stroškov proizvodnje nameščal obloge ročaja, ki so bile izdelane iz lahke plastične mase.
Naslednji prototipi so nastali z uporabo prosto vpete cevi, ki jo je zaradi večje zanesljivosti orožja zahtevala vojska, Walther pa je začel na njih preizkušati tudi kladivce, skrito v zaklepišče pištole. Prototip se je imenoval Walther AP (ArmeePistole), vojska pa je zahtevala zunanje kladivce, kar je vodilo v nov prototip, ki je vključeval to rešitev. Ta prototip se je imenoval Walther HP (HeeresPistole) in je za nekaj časa celo prišel v serijsko proizvodnjo. Izdelali so nekaj nad 1000 primerkov te pištole. Z nekaj dodatnimi spremembami je bila pištola sprejeta za službeno orožje, v serijski proizvodnji pa je dobila nov naziv, Walther P38.
1. aprila 1939 je prišlo prvo naročilo za 800 kosov, od katerih jih je bilo veliko sestavljenih iz različnih delov prototipnih pištol. Prva serija je imela serijske številke, ki so se začele s številko 01-013000, med 1. aprilom 1939 in marcem 1940 pa je bilo izdelanih 13.000 kosov pištol iz t. i. nulte serije.
Uradni testi nove pištole so se zaključili 26. aprila 1940, takrat pa je vojska naročila 410.600 pištol, ki naj bi jih Walther dobavil v najkrajšem možnem času. Do junija 1940 je podjetje izdelalo 175.000 pištol, skupaj je Walther med vojno dobavil 580.000 pištol, proizvodnjo pa so dopolnjevala tudi druga nemška orožarska podjetja, tako, da je bilo do konca vojne skupaj izdelanih okoli 1.200.000 primerkov Waltherja P38. Mesečna kvota dobavljenih pištol je bila 10.000 kosov mesečno skozi celo drugo svetovno vojno.
Oznake serij waltherjevih pištol so bile:
- brez oznake (ničta serija - 13.000 kosov)
- 480/AC
- AC40
- AC41
- AC42
- AC43
- AC44
- AC45

Med serijsko proizvodnjo so v podjetju izdelali tudi nekaj portotipv teh pištol v kalibrih .45 ACP in .38 Super, ki pa niso nikoli prišle v proizvodnjo. Izdelali pa so manjše število serijskih P38 v kalibru 7,65 mm Parabellum.

## Delovanje
Pištola je delovala iz zaprtega zaklepa na principu kratkega trzanja cevi, pri čemer se je ležišče naboja po nekaj milimetrih povratnega hoda spustilo in se zataknilo. S tem se je povratni hod cevi ustavil, zaklepišče pa je samo nadaljevalo pot nazaj in uzvrglo prazen tulec. Sprožilec je deloval v dvojnem načinu, kar je pomenilo, da je lahko uporabnik vstavil naboj v cev in nato z vzvodom varno spustil kladivce. Za strel je moral strelec tako le močneje pritisniti na sprožilec in tako napeti in sprostiti kladivce v enem koraku, rešitev, ki je v uporabi na večini službenih pištol še danes.
Pištola je imela poleg tega tudi indikator polnega ležišča, ni pa imela klasične varovalke kladivca. Vodilo za izmet praznega nabojnika se je nahajalo na spodnjem delu ročaja, kar ni bila preveč praktična rešitev.

## Izdelava
Pri izdelavi komponent za pištolo P38 so sodelovala tri podjetja:
- Fabrique Nationale - zaklep, zaklepišče in ogrodje (oznake FN, M ali M1)
- Ceska Zbrojovka, CZ (Böhmische Waffenfabrik)-- cev (oznaka fnh)
- Privni Severoceske - obloge ročaja (oznaka dov)
- Erste Nordböhmische Metallwarenfabrik  - nabojniki (oznaka jvd)

### Drugi znani proizvajalci modela P38
Mauser
Junija 1940 je prišel iz poveljstva Wehrmachta ukaz podjetju mauser, naj preneha izdelovati pištolo P08 in začne s proizvodnjo modela P38, da bi se zadovoljile potrebe po novem službenem osebnem orožju. Vodstvo podjetja se je ukazu sicer uspešno upiralo do leta 1942, takrat pa so dokončno prekinili proizvodnjo »Lugerjev« in se posvetili samo izdelavi modela P38. Do konca vojne je Mauser izdelal okoli 300.000 kosov te pištole. Serije pištol iz Mauserjevih tovarn so imele kratice:
- byf42
- byf43
- byf44
- byf45

Spreewerk
Podjetje Spreewerk je s proizvodnjo P38 začelo septembra 1941 in je do junija 1942 izdelalo nulto serijo 50 pištol, ki pa so bile zavrnjene. Avgusta istega leta so izdelali drugo serijo 300 pištol in dobili dovoljenje za serijsko proizvodnjo. Do konca vojne so izdelali okoli 285.000 kosov P38. Njihovi modeli so nosili oznake:
- cyq
- cvq

Kasneje so hoteli Nemci razširiti proizvodnjo še na tovarne J.P. Sauer, Erma, BSW in Krieghoff, kar pa se do konca vojne ni zgodilo.

## Različice

### Walther P1
Leta 1957 je Bundeswehr naročil večje število malce posodobljenih pištol P38, ki jih je začelo izdelovati na novo ustanovljeno podjetje Walther iz Ulma. Pištola je prišla v službeno uporabo leta 1958, nosila pa je naziv Walther P1 (pistole 1). Kot glavno službeno orožje je ostalo v oboroženih silah Zahodne Nemčije vse do združitve, v uporabi pa je ostala vse do sredine devetdesetih let 20. stoletja, ko jo je zamenjala pištola Heckler & Koch P8. Obstajala je tudi skrajšana različica te pištole z imenom Walther P4.

### Walther P5
Izboljšana različica Waltherja P38 z imenom Walther P5 je postala po vojni službeno orožje nekaterih policij v nemških zveznih deželah.